# Itäaukko
Itäaukko är en vik i Finland.   Den ligger i landskapet Egentliga Finland, i den sydvästra delen av landet, 180 km väster om huvudstaden Helsingfors.
Itäaukko avgränsas av Velkuanmaa och Martinmaa i väster, Lailuoto i norr samt Vähämaa, Velkua, Salavainen och Kettumaa i öster.